# Vila Nova de Cerveira (freguesia)
Vila Nova de Cerveira is een plaats (freguesia) in de Portugese gemeente Vila Nova de Cerveira en telt 1264 inwoners (2001).

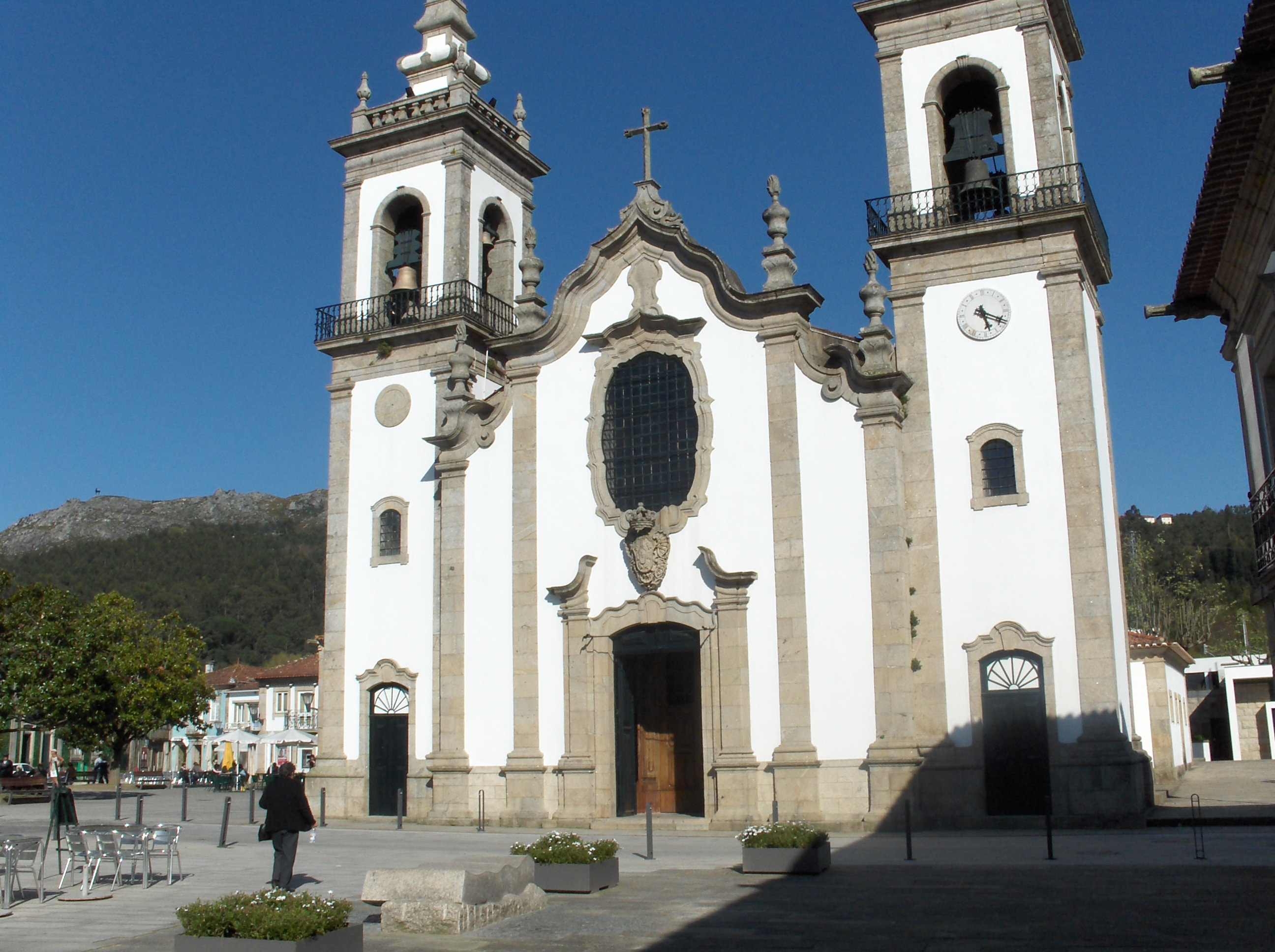
Kerk van Vila Nova de Cerveira

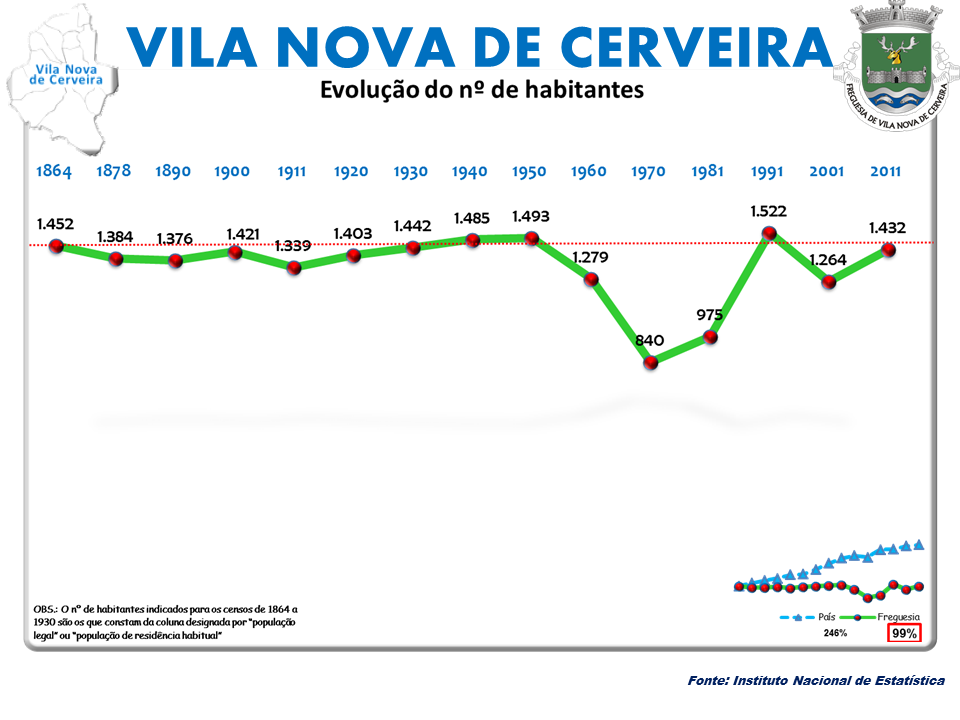
Bevolkingsontwikkeling tussen 1864 en 2011

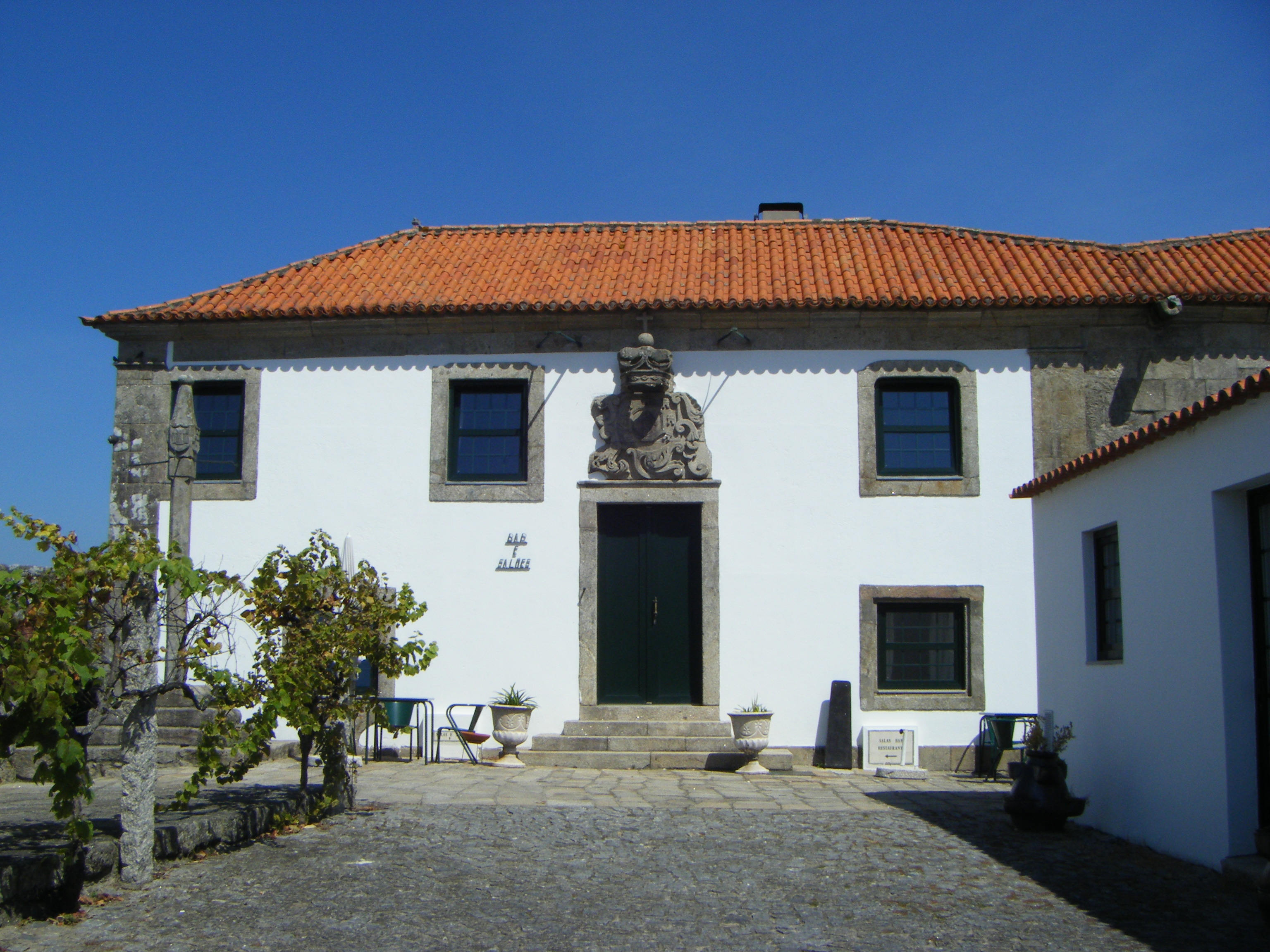
Solar dos Castros